# ویشکند
ویشکند (به لاتین: Veshkand) یک منطقهٔ مسکونی در تاجیکستان است که در ولایت سغد واقع شده‌است.